# Hrid Zaglav
Hrid Zaglav är en klippa i Kroatien.   Den ligger i länet Gorski kotar, i den västra delen av landet, 170 km sydväst om huvudstaden Zagreb.
Terrängen runt Hrid Zaglav är lite kuperad. Havet är nära Hrid Zaglav åt nordväst. Runt Hrid Zaglav är det glesbefolkat, med 9 invånare per kvadratkilometer. Närmaste större samhälle är Cres, 11 km öster om Hrid Zaglav. 